# 如意君传
《如意君传》，又名《阃娱情传》，是一部明朝文言中篇小说。作者署名“吴门徐昌龄”，身份不详。小说以武周代唐为背景，讲述了武则天与其情夫薛敖曹的情爱故事。作为中国第一部具体、露骨描写性行为的小说，《如意君传》写成后广泛传播，在海外日本等国也十分流行，并对《金瓶梅》等明清艳情小说产生了深刻的影响。

## 内容

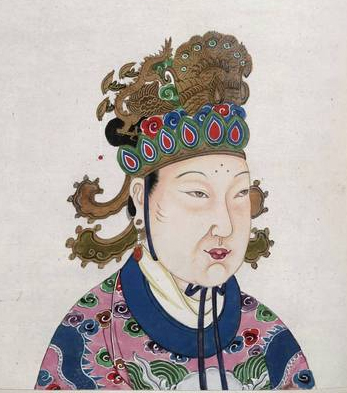
小說主人公之一，女皇武則天

武媚娘十四岁时被唐文皇纳入后宫，與当时还是太子的唐高宗有私情。高宗即位后，武氏先拜昭仪，後为皇后。高宗死后，武后先废中宗为庐陵王，又废李旦，自立为则天皇帝，实行恐怖统治。武后六十多岁时蓄养过男宠怀义和尚、沈怀璆，两人争宠，后皆去世。武后七十多岁时仍然美艳宛如少女，宠爱张昌宗、张易之兄弟，付予官爵、财富，张氏兄弟却对武后敷衍了事。无法尽兴的武后偶然得知，洛阳城中有一位名叫薛敖曹的少年，才貌兼全，正因为阴茎极为巨大、无法性交而苦闷，便下诏传其进宫。敖曹起初拒绝，认为人应该凭借才能而非阳具进身，后来勉强同意。两人性交时，武后起初感到疼痛，后来极为满意，决定封敖曹为“如意君”，改元“如意”。此后两人又在各种场合尽情交欢，其中一次武后差点死去，苏醒后对敖曹讲述起自己从唐文皇以来的性经验。武后仍时常与张氏兄弟宴饮，但不再做爱。薛敖曹深受宠幸，却每每拒绝赏赐，还趁机劝谏武后恢复庐陵王为太子，还天下于李唐，甚至威胁要自我阉割来逼武后同意。武后年纪渐大，决定送敖曹出宫，到武承嗣家生活。两人在各自阴部用香烫出疤，作为以痛始而以痛終的纪念。敖曹走后，武后重新宠幸张氏兄弟，却无法得到性满足，便传敖曹再入宫。敖曹收信后选择逃离隐遁。武后末年，张氏兄弟被太子诛杀。薛敖曹不知所终，据说已经得道。

## 作者和年代
《如意君传》作者不详。有的版本署名“吴门徐昌龄”，其人信息不见于各路史料。根据小说中提到的“票本”，小说创作年代的上限为明正统年间（1436—1449年）。根据兵部侍郎黄训《读书一得》中收录的读如意君传，小说创作年代的下限为黄训去世的嘉靖十九年（1540年）。石明轩（Charles Stone）在分析黄训的其他作品后，认为黄训很可能就是《如意君传》的真实作者。:58,114

## 版本
《如意君传》可能早在萬曆年間就有書坊刻本。现存古本均为日本刊本，且出自同一系统。其中最早的為清閟閣本，据版权页信息，刊于寶曆十三年（1763年）；扉页中书“則天皇后如意君傳”，右題“吳門徐昌齡著”，左題“东都清閟閣梓”；有序，署“甲戌秋華陽散人題”，王汝梅、石明轩认为此即编著《鸳鸯针》的华阳散人（吴拱宸）；有跋，署“庚辰春相阳柳伯生”，其人无考；正文為写刻，避朱由检讳，首行题“阃娱情传”，末行标“阃娱情传终”，文中有训读标记。其次為聖華房本，木活字排印，內容與清閟閣本几乎一致，但没有作者署名，没有训读标记，有因为误認训读标记而错排的讹字。又有袖珍排印本，跟《大东闺语》合印。:105-113

## 傳播和影響

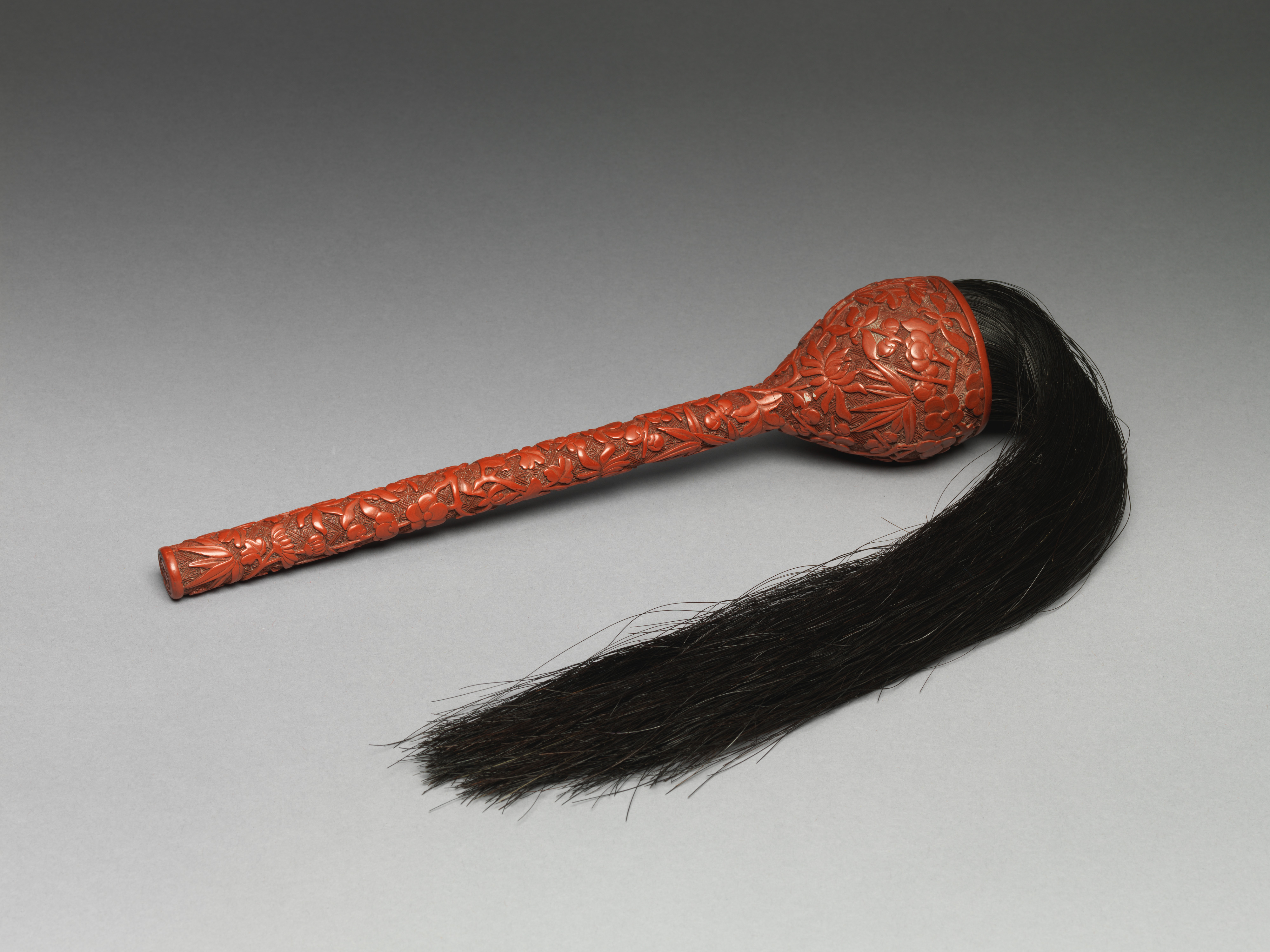
后世艳情小说多受《如意君传》影响，称男子阳具为“麈柄”

中国古代的情色描写有两种手法，一种含蓄、间接，使用暗示和比喻，另一种则直接、露骨，带来生动的视觉体验。《如意君传》是现知中國第一部具体、露骨描写性行为的小说。:46小说写成后广泛传播，可能在萬曆年間就有書坊在刊刻售卖。明清戏曲、小说在故事中提到艳情小说时，常举《如意君传》为例，如《红梅记》、《桃花影》、《绣榻野史》、《肉蒲团》、《醒世姻缘传》、《续金瓶梅》中都有购买或阅读此书之情节。清朝几次查禁图书，也都包含此书在内。
《如意君传》对后世艳情小说影响甚巨。《醒睡编》中的武曌传，完全是此书艳情部分的节录；《浓情快史》后半部几乎全抄《如意君传》。:116-119《痴婆子传》被认为是对《如意君传》的戏仿。:103《如意君传》中的一些表述，特别是对性爱的露骨描写，为后世艳情文学作品提供了典范。如武则天称薛敖曹的阳具为“麈柄”，这成为后世小说中惯用的说法。又如，儒家经典《大學》中有“可以人而不如鸟乎？”之说，《如意君传》将其重新解读为人应该跟鸟一样享受交欢之乐，这一表述后被汤显祖《牡丹亭》借用。:128-129《如意君传》对《金瓶梅》的影响尤其受到关注。《金瓶梅》中有十多处性描写，都是化用、模仿、甚至抄录《如意君传》。《如意君传》将艳情与国事、政治联系在一起写作的方式，为《金瓶梅》将性爱与晚明社会、家庭联系在一起写作的方式提供了先例。
《如意君传》的影响力延伸到了海外。在日本，《如意君传》在江户时期就已经十分流行，不仅刻印汉文原本，还有日文编译本《通俗如意君传》、考证本《如意君传考证》等。该书也有法语和英语译本，法译本与《痴婆子传》合为一册出版，英译本见于石明轩以《如意君传》为主题的博士论文。

## 主题
《如意君传》中有众多历史人物登场，有大量准确的历史细节和典故，将武则天和薛敖曹的情欲交欢置于武氏和李氏的政治斗争故事之中。:4-5康正果认为，小说中的历史元素只是为了合法表现色情而采用的叙述手段。石明轩则认为恰恰相反，色情描写可能才是表面借口，目的是讲述一则关于皇位继承之合法性的历史寓言，以表达作者对大礼议等问题的看法。:20,79-82
一些学者认为，《如意君传》用一种反常的、倒错的方式，生动地体现了父权文化下的性别关系。如黄卫总指出：武则天因为政治权力的变化，从男女关系中的被支配者变成了支配者；薛敖曹巨大的阳具反而让其才学变得无足轻重，并成为了性别关系中被支配的一方，反倒是通过自我阉割来重振雄风，避免了变成传统故事中红颜祸水的角色。